# Révolution des Lances
La révolution des Lances (Revolucion de las Lanzas en espagnol) est l’une des guerres civiles uruguayennes les plus longues et les plus sanglantes du XIXe siècle. Les blancos – dirigés par le caudillo  Timoteo Aparicio – se soulevèrent contre le gouvernement du président colorado Lorenzo Batlle entre le 5 mars 1870 et le 6 avril 1872, date à laquelle un accord de partage du pouvoir mit fin au soulèvement. Son nom s’explique par l’utilisation, pour la dernière fois en Uruguay, de la lance comme arme principale lors d’un conflit.

## Les causes
Soutenu par l’empire du Brésil et le président argentin Bartolomé Mitre, le caudillo colorado Venancio Flores s’empara du pouvoir en 1865. Il mena une politique hostile aux blancos qui furent chassés de l’administration, leurs chefs et officiers renvoyés de l’armée et parfois obligés de quitter le pays. De nombreux blancos se réfugièrent en Argentine, notamment à Buenos-Aires et dans la province d'Entre Ríos (auprès de leur allié le caudillo fédéraliste Justo José de Urquiza) où ils complotèrent pour renverser Venancio Flores.

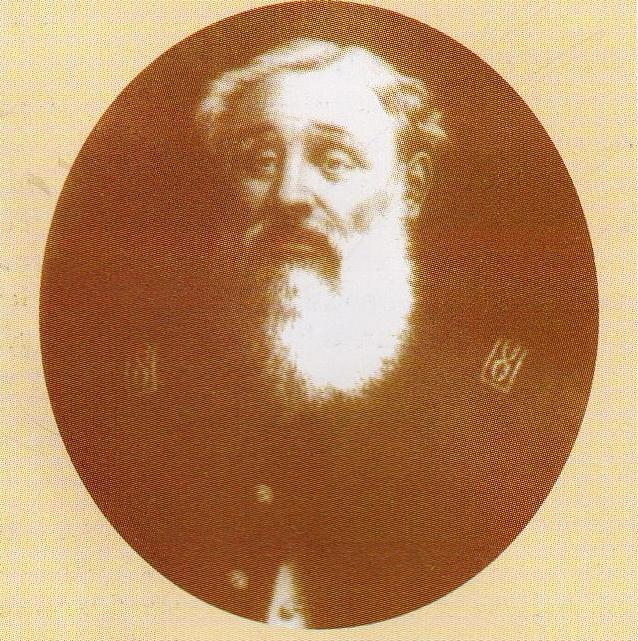
Timoteo Aparicio.

Dans les premiers jours de février 1868, Timoteo Aparicio attaqua la ville de Salto, mais fut repoussé et contraint de repasser le fleuve Uruguay pour regagner son camp de base entrerriano. Le 19 février 1868, une nouvelle révolte blanca éclata à Montevideo sous la direction, cette fois-ci, de l’ancien président Bernardo Berro. Elle échoua et se solda par la mort de Bernardo Berro et de Venancio Flores. Dans les jours qui suivirent, une vive répression frappa les blancos.
L’épisode du « gouvernement provisoire » de Flores, de 1865 à 1868, avait profondément divisé le Parti colorado entre les floristas (favorables à une poursuite de la dictature) et les conservadores (partisans d’un retour à la normalité institutionnelle). Mais le nouveau président de la République – Lorenzo Batlle –  entreprit de rebâtir l’unité du parti en menant une politique ouvertement favorable aux colorados et en excluant du gouvernement les blancos. Ces derniers décidèrent alors d’organiser une nouvelle insurrection depuis l’Argentine.

## Les préparatifs
Dès le début, la question du commandement des opérations militaires divisa les insurgés. Les intellectuels (souvent issus du monde urbain) soutinrent le colonel Timoteo Aparicio, personnalité d’une grande expérience militaire et pressée d’en découdre. Quant aux dirigeants historiques du parti et aux blancos d’origine rurale, ils optèrent pour Ancleto Medina, un ancien colorado qui participa aux luttes d’indépendance de l’Uruguay et plus prudent. 
Les insurgés connurent également des problèmes avec les autorités argentines. En effet, le nouveau président de la République, l’unitaire Domingo Faustino Sarmiento, voyait d’un mauvais œil les préparatifs des blancos par crainte de tensions diplomatiques avec Montevideo et en raison, aussi, de leurs bonnes relations avec ses adversaires, les caudillos fédéralistes de Corrientes et de Entre Ríos (notamment le redoutable Justo José de Urquiza).
Un Comité de guerre vit le jour à Buenos Aires afin de collecter les fonds nécessaires au financement de la future insurrection. Mais ce comité, présidé par Eustaquio Tomé, ne put remplir sa mission par manque de contributeurs (il est vrai que l’Uruguay connaissait alors une situation économique très difficile en raison, notamment, des répercussions du krach boursier de Londres intervenu en mai 1866).

## Les opérations militaires
Le 5 mars 1870, le général Timoteo Aparicio traversa le fleuve Uruguay et débarqua à proximité de l’embouchure du fleuve Arapey, dans le département de Salto. Les hostilités débutèrent rapidement, mais aucun des deux camps ne parvint à prendre l’avantage même si les révolutionnaires repoussèrent les troupes gouvernementales à plusieurs reprises (à Tupambay le 26 mars, à Espuelitas le 28 mai...) et occupèrent plusieurs villes (Treinta y Tres le 29 avril, Porongos le 14 mai...). Timoteo Aparicio renforça sans cesse ses troupes grâce aux soutiens des caudillos blancos (Ángel Muñiz, José  María Pampillón...) et, surtout, de Anacleto Medina qui débarqua à son tour le 10 août 1870.

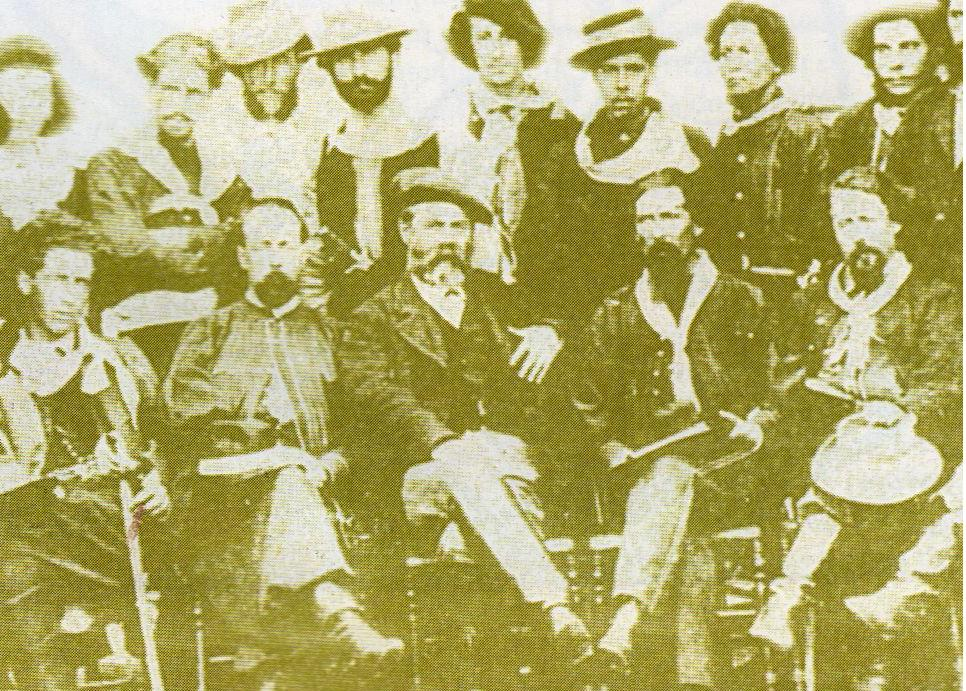
Officiers et soldats de l'armée de Timoteo Aparicio, 1871.

Les révolutionnaires enregistrèrent alors leurs premiers véritables succès militaires ; ils triomphèrent des forces gouvernementales lors des batailles de Paso Severino le 12 septembre, puis de Corralito le 29 septembre. À partir du 26 octobre, ils assiégèrent Montevideo et parvinrent même à s’emparer temporairement de la forteresse du Cerrito le 29 novembre. Mais en décembre, Timoteo Aparicio et Anacleto Medina levèrent le siège pour aller à la rencontre du général colorado José Gregorio Suárez qui se dirigeait vers la capitale à la tête d’une armée de secours. Ils marchèrent vers l’arroyo Solís Grande pour le neutraliser, mais Suárez profita de la nuit pour leur échapper et se diriger vers Montevideo. Il y renforça ses troupes avant de sortir affronter les rebelles au lieu-dit arroyo del Sauce (département de Canelones), le 25 décembre 1870. Les gouvernementaux prirent le dessus sur les révolutionnaires après plusieurs heures d’un combat acharné, suivi d’un sanglant épilogue : le général Suárez ordonna l’exécution des prisonniers et des blessés puis, selon certaines sources, fit piétiner les cadavres par la cavalerie.  
Les combats se poursuivirent, mais diminuèrent d’intensité tandis que plusieurs tentatives de paix échouèrent. Le 17 juillet 1871, alors qu’une délégation rebelle était attendue à Montevideo pour discuter d’un armistice, une bataille éclata à Manantiales (département de Colonia). Le général colorado Enrique Castro écrasa les rebelles qui perdirent ce jour-là l’un de leurs principaux chefs, le général Anacleto Medina. 
Le 1er mars 1872, au terme de son mandat et dans l’impossibilité d’organiser de nouvelles élections, Lorenzo Batlle remit le pouvoir au président du Sénat, Tomás Gomensoro. De nouvelles négociations débutèrent alors sous les auspices du gouvernement argentin et débouchèrent sur la signature d’un accord connu sous le nom de « Paix d’Avril », le 6 avril 1872. Cet accord oral (la constitution ne prévoyait pas de telles dispositions) mettait en place un partage du pouvoir : les colorado obtenaient les Directions politiques (Jefaturas Políticas) de neuf départements et les blancos de quatre, à savoir ceux de Cerro Largo, Florida, Canelones et San José. À une époque où la fraude électorale dominait, ce partage assurait aux blancos la présence de députés et de sénateurs au Parlement. 

## Conséquences
Au sortir de l’une des pires guerres civiles de l’Uruguay du XIXe siècle, la situation économique et financière était préoccupante. C'est dans ce contexte que de jeunes universitaires libéraux – nommés principistas – accusèrent les partis traditionnels et les caudillos d’être les responsables des malheurs du pays. Pour eux, seule la réaffirmation des principes légaux et constitutionnels (respect des lois, défense des droits individuels, élections libres…) devait permettre d'assurer l'ordre et la prospérité. Certains d’entre eux créèrent en 1872 une nouvelle formation politique – le Parti Radical –  qui, malgré une existence éphémère, joua un grand rôle dans la diffusion du libéralisme en Uruguay.  D’autres préférèrent militer au sein des partis traditionnels et y créer des cercles de réflexion.
Les principistas entrèrent en nombre au Parlement où ils s’illustrèrent par de brillants débats, mais souvent trop théoriques et éloignés des préoccupations d’une population soucieuse d’efficacité et de réponses concrètes aux problèmes du moment. Finalement, l’impuissance des principistas et leur confrontation (parfois violente) avec les partisans des caudillos permirent à l’armée d’apparaître comme la seule institution capable de rétablir l’ordre. Avec l’appui de ceux qui exigeaient le retour à la stabilité (les grands propriétaires ruraux, le commerce montévidéen…), les militaires imposèrent leur volonté en 1875 – remplacement du président José Eugenio Ellauri par Pedro Varela – puis s’emparèrent du pouvoir entre 1876 et 1890 : l’historiographie uruguayenne nomme cette période le « militarisme » (militarismo). 
La révolution des Lances marqua aussi la fin d’une époque, celle des lanciers. Désormais, les intrépides gauchos et  leur armement traditionnel (la lance, sans oublier le sabre, le facón, les boleadoras…) n’étaient plus en mesure de rivaliser avec l’armée régulière. En effet, le contingent qui participa à la guerre du Paraguay était rentré en Uruguay depuis 1869. Il s’agissait désormais d’unités disciplinées et bien entraînées, avec des chefs et officiers aguerris ainsi qu’un armement moderne (notamment des fusils à chargement par la culasse). Finalement, la lance continua à être utilisée, mais elle perdit son rôle prépondérant dans les combats.